# Operationsplan Deutschland
Der Operationsplan Deutschland (Abk.: OPLAN DEU) ist ein Operationsplan zur Verteidigung von für die Aufrechterhaltung der Verteidigungsfähigkeit benötigter Infrastruktur der Bundesrepublik Deutschland im Spannungs- und Verteidigungsfall. Er führt die zentralen militärischen Anteile der Landes- und Bündnisverteidigung in Deutschland mit den dafür erforderlichen zivilen Unterstützungsleistungen in einem operativ ausführbaren Plan zusammen.
Laut Aussage des Territorialen Führungskommandos der Bundeswehr definiert sich der Operationsplan Deutschland als „eine Reaktion auf die sich verschärfende sicherheitspolitische Lage in Europa. Er führt die zentralen militärischen Anteile der Landes- und Bündnisverteidigung in Deutschland mit den dafür erforderlichen zivilen Unterstützungsleistungen in einem operativ ausführbaren Plan zusammen. Er trifft damit die planerische Vorsorge dafür, dass im Krisen- und Konfliktfall nach erfolgter politischer Entscheidung zielgerichtet und im verfassungsrechtlichen Rahmen gehandelt werden kann. In ihm werden Verfahren, Abläufe und Zuständigkeiten festgelegt, um gemeinsam mit anderen staatlichen und zivilen Akteuren Deutschland, dessen territoriale Integrität und seine Bürgerinnen und Bürger zu schützen und zu verteidigen sowie den Aufmarsch der alliierten Streitkräfte über und durch Deutschland an die NATO-Ostflanke sicherzustellen. Das Ziel ist die schnelle Handlungsfähigkeit über alle Ressort- und Ländergrenzen hinweg.“
Mit dem OPLAN DEU möchte die Bundeswehr „ihre Einsatzbereitschaft für die Sicherheit des Landes und der Bevölkerung“ unterstreichen und nennt als zugehörige Aufgaben: „Die Notwendigkeit einer koordinierten und umfassenden Verteidigungsstrategie spiegelt sich in diesem Vorhaben wider, das darauf abzielt, potenzielle Gegner abzuschrecken, Deutschland vor möglichen Bedrohungen zu schützen und im Ernstfall zu verteidigen. Es ist ein wichtiger Schritt hin zu einer robusten, widerstandsfähigen und kriegstauglichen Verteidigungsarchitektur, die auf die Herausforderungen der heutigen Zeit vorbereitet ist. Kernauftrag der Bundeswehr ist die Landes- und Bündnisverteidigung. Alle anderen Aufgaben sind dem untergeordnet.“

## Geschichte und Hintergrund
In Folge der Erfahrungen aus der COVID-19-Pandemie in Deutschland, der Amtshilfe im Rahmen der Flutkatastrophe im Juli 2021 und des Russischen Überfalls auf die Ukraine ab Februar 2022 wurde unter Verteidigungsministerin Christine Lambrecht das Territoriale Führungskommando der Bundeswehr (TerrFüKdoBw) aufgestellt. Das TerrFüKdoBw ist seit seiner Aufstellung im September 2022 für die operative Führung der Territorialen Verteidigung und des Katastrophenschutzes in Deutschland zuständig.
Seit April 2023 ist der Befehlshaber des TerrFüKdoBw, Generalleutnant André Bodemann, mit der Konzipierung des OPLAN DEU betraut. Unter seiner Verantwortung wird der OPLAN DEU von Experten aus allen Bereichen der Bundeswehr und einer Planungsgruppe aus Bund, Ländern und Kommunen, den Blaulichtorganisationen sowie Akteuren aus der Wirtschaft entwickelt. Informationen zum OPLAN DEU sind als Verschlusssache eingestuft. Die Bundeswehr ist eigenen Angaben zufolge „im Krisen- und Verteidigungsfall selbst auf zivilgesellschaftliche und zivil-gewerbliche Hilfe angewiesen“. Herausforderungen bei einem Hybriden Krieg, wie Cyberattacken auf Unternehmen und Infrastruktur, Sabotageaktionen und Terroranschläge, können laut Bundeswehr „nicht rein militärisch, sie müssen gesamtstaatlich und gesamtgesellschaftlich gemeistert werden“. Daher sei beim OPLAN DEU „die maximale zivile Unterstützung [...] ein entscheidender Faktor“ und „die zivil-militärische Interaktion zur gegenseitigen gesamtstaatlichen Unterstützung“ ein „Kernelement“ des Operationsplans Deutschland. Der OPLAN DEU sieht die Einbindung der Logistik- und Energiebranche vor, da laut Bundeswehr „verlässliche, flexible Transporte und eine zuverlässige Energieversorgung für die Aufgabenerfüllung der Streitkräfte unabdingbar“ sind. Der Operationsplan Deutschland berücksichtigt nach Angaben der Bundeswehr sowohl die „Forderungen der NATO an Deutschland, die sich aus der geostrategischen Lage“ des Landes ergeben, als auch die Aufgabe des TerrFüKdoBw, die darin besteht, „die Versorgung verbündeter und eigener Streitkräfte in Deutschland sicherzustellen“. Für die Umsetzung des OPLAN DEU auf militärischer Seite sind nach Plänen Bodemanns die Heimatschutzregimenter (HSchRgt) des TerrFüKdoBw verantwortlich. Die Annahme ist, dass sich die kämpfenden Teile der Bundeswehr im Verteidigungsfall nicht mehr in Deutschland befinden, sondern nach Ausrufung des Bündnisfalls der NATO an der Ostflanke des NATO-Gebietes. Bodemann zufolge reichen die sechs HSchRgt, die bis zum Jahr 2027 aufgestellt sein sollen und denen dann schätzungsweise 6000 Soldaten angehören werden, quantitativ nicht für die Umsetzung des OPLAN DEU aus. Bodemann erklärte darüber hinaus, es werde auch eine maschinelle Überwachung von Infrastruktur für die Umsetzung des OPLAN DEU benötigt. Der OPLAN DEU regelt auf Seiten der Bundeswehr außerdem die Zivil-militärische Zusammenarbeit mit Polizei, zivilen Katastrophenschutz und Rettungsdiensten im Spannungs- und Verteidigungsfall.
Der mehrere hundert Seiten umfassende OPLAN DEU unterliegt der Geheimhaltung. Er soll seit Ende März 2024 in seiner Erstfassung vorliegen. Anschließend soll es einen Testlauf des OPLAN DEU in einigen Regionen Deutschlands geben. Darüber hinaus soll der OPLAN DEU regelmäßig an die äußeren Rahmenbedingungen angepasst werden.